# Annie Mumolo
Anne „Annie“ Marie Mumolo (* 10. Juli 1973 in Irvine, Kalifornien) ist eine US-amerikanische Drehbuchautorin, Synchronsprecherin und Schauspielerin. Für das Drehbuch zu Brautalarm, das Mumolo gemeinsam mit Kristen Wiig verfasste, wurde sie 2012 für den Oscar nominiert.

## Leben
Mumolo war Mitglied der Improvisationstheatergruppe The Groundlings und stand dort gemeinsam mit Kristen Wiig auf der Bühne. Einen ihrer ersten Filmauftritte absolvierte Mumolo 2005 in Verliebt in eine Hexe. Von 2004 bis 2007 synchronisierte sie die Kylie in der Zeichentrickserie Maya & Miguel. Seit 2006 spricht Mumolo die wiederkehrende Rolle des Bill in der Zeichentrickserie Coco, der neugierige Affe. In Brautalarm absolvierte Mumolo einen Gastauftritt als die nervöse Frau, die neben Wiig im Flugzeug sitzt.

## Filmografie (Auswahl)

### Als Schauspielerin
- 2005: Verliebt in eine Hexe (Bewitched)
- 2006: Two and a Half Men (Fernsehserie)
- 2007: Cook-Off!
- 2009: This might hurt
- 2009: Bad Mother’s Handbook
- 2011: Brautalarm (Bridesmaids)
- 2012: Immer Ärger mit 40 (This Is 40)
- 2012: Modern Family
- 2014: About a Boy (Fernsehserie)
- 2016: The Boss
- 2016: Bad Moms
- 2021: Barb and Star Go to Vista Del Mar
- 2021: Queenpins
- 2022: Gib’s zu, Fletch (Confess, Fletch)
- 2024: Als du mich sahst (The Idea of You)

### Als Synchronsprecherin
- 2004: Maya & Miguel
- 2006: Coco, der neugierige Affe (Curious George)
- 2007: Ben & Izzy
- 2009: Meister Mannys Werkzeugkiste (Handy Manny)
- 2010: Die Pinguine aus Madagascar (The Penguins of Madagascar, 1 Folge)
- 2012: The Looney Tunes Show

### Als Drehbuchautorin
- 2009: In the Motherhood (Fernsehserie, 1 Folge)
- 2011: Brautalarm (Bridesmaids)
- 2015: Joy – Alles außer gewöhnlich (Joy)
- 2017: Sergeant Rex – Nicht ohne meinen Hund (Megan Leavey)

## Nominierungen
- Oscarverleihung 2012: Nominierung für das Beste Originaldrehbuch für Brautalarm
- British Academy Film Awards 2012: Nominierung für das Beste Originaldrehbuch für Brautalarm